# Callirhipis horni
Callirhipis horni is een keversoort uit de familie Callirhipidae. De wetenschappelijke naam van de soort is voor het eerst geldig gepubliceerd in 1924 door van Emden.